# Ed Markey
Edward John "Ed" Markey (Malden, Massachusetts, 11 de julio de 1946) es un político estadounidense de Partido Demócrata que se desempeña como Senador de Estados Unidos de Massachusetts desde 2013.

## Biografía
Militante del Partido Demócrata de los Estados Unidos. Fue elegido a la Cámara de Representantes en 1976, iniciándose así una larguísima carrera parlamentaria, siendo reelecto en 17 ocasiones consecutivas.
Fue elegido al Senado de los Estados Unidos representando al estado de Massachusetts, en una elección especial el 25 de junio de 2013, tras la renuncia de John Kerry y una breve suplencia del mismo a cargo de Mo Cowan.